# Pierre Debergé
Pierre Debergé (Ossages, 31 marzo 1956) è un presbitero francese della Chiesa cattolica. Dal 2004 al 2013 è stato il rettore dell'Institut catholique de Toulouse.

## Biografia
Il 28 giugno 1981 Pierre Debergé è stato ordinato sacerdote per la Diocesi di Aire e Dax.
Dopo essersi laureato all'Università Ebraica di Gerusalemme l'8 febbraio 1982, don Debergé ha proseguito gli studi ottenendo la licenza in Scienze Bibliche il 23 luglio 1983 presso il Pontificio Istituto Biblico di Roma..
Dal 1983 al 1986 ha ricoperto diversi incarichi a Mont-de-Marsan: è stato cappellano della scuola secondaria Croix Blanche, sacerdote cooperatore della parrocchia della Madeleine e ha partecipato a movimenti e servizi diocesani. Contemporaneamente, ha proseguito gli studi presso la Pontificia Università Gregoriana, dove l'11 giugno 1986 ha conseguito il dottorato in teologia, summa cum laude.
Dal 1986 al 1990, don Pierre Debergé ha insegnato presso il seminario di Dax; è stato coinvolto nel servizio diocesano di formazione. Durante l'anno accademico 1987-1988, è stato anche studente dell'Istituto di formazione per l'educazione del clero. Dal 1990 al 1995 ha insegnato al seminario di Bayonne, collaborando in particolare nei settori della formazione e del sostegno ai movimenti laicali..
Dal settembre 1995, padre Debergé ha insegnato presso la Facoltà di Teologia e all'Institut catholique de Toulouse. Ha fatto parte dell'équipe di esegeti coinvolti nella traduzione della Bibbia pubblicata da Bayard nel 2001. Fino al 2004 è stato membro regolare del servizio diocesano di formazione della diocesi di Aire et Dax. Tra il luglio 1999 e il giugno 2004 è stato decano della Facoltà di Teologia dell'Institut Catholique de Toulouse, prima di diventarne rettore il 31 marzo 2004.
Il 24 maggio 2007, papa Benedetto XVI lo ha nominato prelato d'onore di Sua Santità. Il 12 marzo 2010, Mons. Debergé è stato eletto Presidente dell'Union des établissements supérieurs de l'enseignement catholique.
Il 10 marzo 2011, Valérie Pécresse, allora ministro dell'Istruzione superiore e della ricerca, ha nominato Mons. Pierre Debergé membro del Comitato consultivo per l'istruzione superiore privata.
Dal settembre 2014 è direttore del Centre universitaire Guilhem de Gellone di Montpellier.
Dall'ottobre 2014 è membro della Pontificia Commissione Biblica..
Dal 1º agosto 2019, Mons. Pierre Debergé è stato nominato direttore del Pontificio Seminario Francese di Roma.

## Premi e riconoscimenti
- 2007: Prelato d'onore di Sua Santità;[4]
- 2011: Cavaliere della Legion d'Onore;[7]
- 2012: Cavaliere dell'Ordine delle Palme accademiche.

## Opere
- Réflexion biblique et théologique sur le pouvoir à partir de Marc 10, 35-45 : « De la sacralisation à la sacramentalité », Rome, Pontificia universitas gregoriana, 1991
- Enquête sur le pouvoir : approche biblique et théologique, Paris, Nouvelle Cité, coll. « Racines », 1997, (traduzione)
- Saint Paul, Toulouse, Source de Vie, 1998
- L’argent dans la Bible : ni pauvre ni riche, Montrouge, Nouvelle Cité, coll. « Racines », 1999
- Que sait-on du Nouveau Testament ?, Paris, Bayard, 2000 (traduction)
- L'amour et la sexualité dans la Bible, Paris, Nouvelle Cité, coll. « Racines », 2001
- « La justice dans le Nouveau Testament », in Cahiers Évangile , 2001
- Saint Pierre, Paris, Éditions de l'Atelier ; Éd. Ouvrières, coll. « La Bible tout Simplement », 2003
- Livres de Samuel, Paris, Gallimard, coll. « Folio », 2003 (traduction)
- « Paul, le Pasteur », in Cahiers Évangile, 2004
- Avec Pierre et Paul en suivant les Actes des Apôtres, Toulouse, Source de Vie, coll. « Apostolat de la prière », 2005
- L'Évangile de Luc, Paris, Bayard, coll. « Prier 7 jours avec la Bible », 2006
- Saint Paul, l'Évangile de la liberté, Paris, Parole et Silence ; Lethielleux, 2008
- Jésus, le Christ : un débat politique ?, Paris, Bayard, 2009
- L’amour et la sexualité dans la Bible, 2e édition revue et augmentée, Paris, Nouvelle Cité, coll. « Racines », 2011
- Un peu moindre qu’un Dieu : Bible et condition humaine, Paris, Bayard, 2013, 410 p.
- Je sais en qui j’ai mis ma foi, Paris, Artège, 2013
- Ce que la Bible dit sur le pouvoir, Nouvelle Cité, 2014
- L'Amour vainqueur. Du scandale de la Croix à l'indicible de la Résurrection, Paris Médiaspaul, 2015
- Ce que la Bible dit sur le corps, Nouvelle Cité, 2015
- « Pour lire l'évangile selon Saint Luc », Cahiers Evangile, 2015
- Promise à une haute destinée; l’humanité selon la Bible. Nouvelle cité, Octobre 2022.